# حيدر أباد (مشيز بردسير)
حيدر أباد (بالفارسية: حیدرآباد) هي قرية تقع في إيران في البلدة المركزية. يقدر عدد سكانها بـ 53 نسمة بحسب إحصاء 2016.